# A Winnipeg Jets (1972–1996) játékosainak listája
A Winnipeg Jets egy profi jégkorong csapat volt a World Hockey Associationban (1972–1979) és a National Hockey League-ben (1979–1996). Ez a lista azon játékosokat tartalmazza, akik legalább egy mérkőzésen jégre léptek a csapat színeiben.

Tartalomjegyzék: 
| Ábécé szerinti tartalomjegyzék                      |
| --------------------------------------------------- |
| A B C D E F G H I J K L M N O P Q R S T U V W X Y Z |

## A
- Mike Amodeo,
- Randy Andreachuk,
- Scott Arniel,
- Bob Ash,
- Brent Ashton,
- Ron Ashton,
- Freeman Asmundson,

## B
- Dave Babych,
- Joel Baillargeon,
- Ken Baird,
- Don Barber,
- Stu Barnes,
- Sergei Bautin,
- Sandy Beadle,
- Norm Beaudin,
- Alain Beaulé,
- Stephane Beauregard,
- Marc Behrend,
- Thommie Bergman,
- Brad Berry,
- Daniel Berthiaume,
- John Bethel,
- Milt Black,
- Tom Bladon,
- Arto Blomsten,
- Frank Blum,
- Chris Bordeleau,
- Luciano Borsato,
- Laurie Boschman,
- Dan Bouchard,
- Paul Boutilier,
- Rick Bowness,
- Wally Boyer,
- Darren Boyko,
- Andy Brickley,
- Gary Bromley,
- Aaron Broten,
- Greg Brown,
- Glen Burke,
- Jerry Butler,

## C
- Brian Cadle,
- Al Cameron,
- Scott Campbell,
- Wade Campbell,
- Randy Carlyle,
- Dave Chartier,
- Denis Chassé,
- Tim Cheveldae,
- Alain Chevrier,
- Dave Christian,
- Jason Cirone,
- Kim Clackson,
- Danton Cole,
- Jim Cole,
- Ross Cory,
- Shawn Cronin,
- Steve Cuddie,
- Randy Cunneyworth,

## D
- Joe Daley,
- Pat Daley,
- Bill Davis,
- Evgeny Davydov,
- Lucien DeBlois,
- Bill Derlago,
- Wayne Dillon,
- Michel Dion,
- Shane Doan,
- Jason Doig,
- Bobby Dollas,
- Tie Domi,
- Gord Donnelly,
- Jordy Douglas,
- Peter Douris,
- Dallas Drake,
- Kris Draper,
- Tom Draper,
- Jude Drouin,
- John Druce,
- Rick Dudley,
- Iain Duncan,
- Craig Duncanson,
- Dave Dunn,
- Norm Dupont,

## E
- Mike Eagles,
- Dallas Eakins,
- Mike Eastwood,
- Nelson Emerson,
- Craig Endean,
- Bryan Erickson,
- Roland Eriksson,
- Bob Essensa,
- Doug Evans,

## F
- Anatoli Fedotov,
- Paul Fenton,
- Jeff Finley,
- Craig Fisher,
- Steven Fletcher,
- Todd Flichel,
- Mike Ford,
- Iain Fraser,

## G
- Dan Geoffrion,
- John Gibson,
- Randy Gilhen,
- Guy Gosselin,
- Rich Gosselin,
- Jean-Guy Gratton,
- Hilliard Graves,
- John Gray,
- Ted Green,
- Michal Grošek,
- Danny Gruen,
- Bob Guindon,
- Ravil Gusmanov,

## H
- Nyikolaj Habibulin,
- Gilles Hamel,
- Pierre Hamel,
- Tavis Hansen,
- Jim Hargreaves,
- Ted Hargreaves,
- Szergej Harin,
- Mike Hartman,
- Dale Hawerchuk,
- Brian Hayward,
- Anders Hedberg,
- Matt Hervey,
- Glenn Hicks,
- Larry Hillman,
- Bill Holden,
- Mark Holden,
- Larry Hopkins,
- Larry Hornung,
- Phil Housley,
- Dave Hoyda,
- Jim Hrivnak,
- Fran Huck,
- Brent Hughes,
- Bobby Hull,
- Dave Hunter,

## J
- Craig Janney,
- Hannu Järvenpää,
- Dan Johnson,
- Brad Jones,
- Tony Joseph,
- Bob Joyce,

## K
- Yan Kaminsky,
- Dean Kennedy,
- Alan Kerr,
- Veli-Pekka Ketola,
- Chad Kilger,
- Kris King,
- Igor Koroljev,
- Dave Kryskow,
- Stu Kulak,
- Mark Kumpel,
- Markku Kyllönen,
- Jim Kyte,

## L
- Dan Labraaten,
- Mike Lalor,
- Scott Langkow,
- Guy Larose,
- Curt Larsson,
- Michel Lauen,
- Danny Lawson,
- John LeBlanc,
- Doug Lecuyer,
- Barry Legge,
- Randy Legge,
- Moe Lemay,
- Bill Lesuk,
- Craig Levie,
- Scott Levins,
- Mats Lindh,
- Willy Lindström,
- Barry Long,
- Morris Lukowich,
- Ron Loustel,
- Bengt Lundholm,

## M
- Paul MacDermid,
- Don MacIver,
- Norm Maciver,
- Paul MacKinnon,
- Paul MacLean,
- Stewart Malgunas,
- Kris Manery,
- Jimmy Mann,
- Dave Manson,
- Moe Mantha, Jr.,
- Bryan Marchment,
- John Markell,
- Mario Marois,
- Peter Marsh,
- Craig Martin,
- Tom Martin,
- Markus Mattsson,
- Bryan Maxwell,
- Andrew McBain,
- Wayne McBean,
- Kevin McClelland,
- Ab McDonald,
- Dan McFall,
- Jim McKenzie,
- Dave McLlwain,
- Brian McReynolds,
- Gord McTavish,
- Anssi Melametsä,
- Barry Melrose,
- Lindsay Middlebrook,
- Oleg Mikulchik,
- Perry Miller,
- Craig Mills,
- Boris Mironov,
- Lyle Moffat,
- Morris Mott,
- Richard Mulhern,
- Brian Mullen,
- Craig Muni,
- Rob Murray,
- Troy Murray,

## N
- Robbie Neale,
- Ray Neufeld,
- Jim Nill,
- Kent Nilsson,
- Ulf Nilsson,
- Craig Norwich,
- Teppo Numminen,

## O
- Gerry Odrowski,
- Mike O'Neill,
- Fredrik Olausson,
- Ed Olczyk,
- Mark Osborne,
- Mark Osiecki,

## P
- Greg Paslawski,
- Kent Paynter,
- Steve Penney,
- Robert Picard,
- Mark Plantery,
- Rudy Poeschek,
- Paul Pooley,
- Lynn Powis,
- Kelly Pratt,
- Rich Preston,

## Q
- Deron Quint,
- Stephane Quintal,

## R
- Eldon Reddick,
- Heikki Riihiranta,
- Bill Riley,
- Gerry Rioux,
- Garth Rizzuto,
- Russ Romaniuk,
- Ed Ronan,
- Steve Rooney,
- Dunc Rousseau,
- Dominic Roussel,
- Kent Ruhnke,
- Terry Ruskowski,

## S
- Serge Savard,
- Dwight Schofield,
- Teemu Selänne,
- Jyrki Seppä,
- Darrin Shannon,
- Darryl Shannon,
- John Shmyr,
- Dave Silk,
- Lars-Erik Sjöberg,
- Petri Skriko,
- Doug Smail,
- Gary Smith,
- Gord Smith,
- Ron Snell,
- Doug Soetaert,
- Dan Spring,
- Don Spring,
- Lorne Stamler,
- Ed Staniowski,
- Mike Stapleton,
- Anders Steen,
- Thomas Steen,
- Ken Stephanson,
- Ryan Stewart,
- Peter Sullivan,
- Bill Sutherland,
- Cal Swenson,
- Phil Sykes,

## T
- Rick Tabaracci,
- Peter Taglianetti,
- Paul Terbenche,
- Brent Thompson,
- Keith Tkachuk,
- Glenn Tomalty,
- Dave Tomlinson,
- Tim Trimper,
- Gordon Tumilson,
- Alfie Turcotte,
- Darren Turcotte,
- Perry Turnbull,
- Oleg Tverdovszkij,

## U
- Igor Ulanov,

## V
- Mike Veisor,
- Mark Visheau,
- Harijs Vitolinsh,

## W
- Ernie Wakely,
- Ron Ward,
- Tim Watters,
- Steve West,
- Simon Wheeldon,
- Bill Whelton,
- Neil Wilkinson,
- Ron Wilson,
- Bob Woytowich,

## Y
- Dale Yakiwchuk,
- Howie Young,
- Tim Young,
- Paul Ysebaert,

## Z
- Joe Zanussi,
- Alekszej Zsemnyov